# Джутсу (Наруто)
Джутсу е термин използван в анимационната манга Наруто, създадена от Масаши Кишимото. Под него се разбира всяка техника, която нинджа може да използва и е недостъпна за обикновените хора. Джутсуто често разчита на управление на чакрата по различни начини.

## Видове джутсу
Има много видове джутсута. Едни от тях са Тайджутсу, Нинджутсу, Генджутсу, Кинджутсу (забранено джутсу) и Сенджутсу. Основата на Тайджутсу е ръкопашен бой. Има малко който са го усъвършенствали до бонус. Например Рок Лий, той е тайджутсу специалист и използва само този вид джутсу, понеже не може други. Пример за тайджутсу техника е Хириодора на Гай или Смъртоносния лотос на Лий който беше копиран от Саске с неговия Шаринган и неречен Лъвско комбо (на японски Shishi Rendan). Почти всички нинджи имат нинджутсу. За да се правят тези техники се изисква добра чакра. Примери за джутсота са:Райкири, Расенган, Каге Мане но джутсу и др. Малко са нинджите с Генджутсу. Основата на генджутсу е илюзията. Всички джутсота са илюзия, но не е лесно като ти се приложи да проумееш, че не е истина и много малко нинджи избягват този вид техника. При Сенджуцуто трябва да събереш природна енергия, така се превръщаш в мъдрец (усъвършенствана) форма, но има и риск. Ако събереш прекалено много природна енергия, ще придобиеш нечовешка форма. Затова много малко хора използват сенджуцуто, а някои дори не са чували за него. В Анимето го използват само Джирая, Наруто Узумаки, Кабуто Якуши, Орочимару, Хаширама Сенджу и Минато Намиказе във форма на мъдрец. Като цяло природната енергия я притежават Джуго и може да се прехвърля с „прокълнатия печат“ (въпроса за тази природна енергия е как да се балансира, тъй като в тялото на шиноби може да има няколко вида чакра-за обикновените шиноби една, като могат да усвоят още една и отделно да се вкопчи или запечатат още няколко – шинобито трябва да има много добра синхронизация за да не бъде погълнат от безкрайната природна енергия), смята се че 4-тири опашатия е също с такава енергия.

### Каге буншин но джуцу
Това джутсу е от ранг джоунин. Но това не значи че един обикновен генин не може да го използва. Наруто например още в първия сезон научи това джутсу като погледна в Свещения свитък на селото скрито в листата (Коноха) и победи Мизуки, който има ранг чунин. Освен това за тази техника се изисква много чакра и се използва от много малко нинджи. Наруто почти винаги използва тази техника и да не забравяме че тази техника също е и негов специалитет.

### Огнен елемент Джутсу
Например Велика огнена топка тази техника се използва предимно от клана Учиха. Ако я овладееш ставаш признат член на клана. Саске може да използва джутсуто на 7 години. Други които са го овладели са Какаши, Джирая, Итачи, бащата на Саске и др.

### Кчиосе но джутсу
Това е призоваваща техника. С нея можеш да призовеш нинджа жаби, змии, охлюви, кучета и други зверове. В Анимето главно го използват Наруто Узумаки, Джирая, Орочимару, Цунаде, Какаши, Пейн, Саске, Конохамару, Боруто и други. За използването на тази техника е нужно да сключиш договор с дадено същество. кръв за да може да не се озовеш в техния свят. при правенето на джуцото.

### Расенган
Нинджицу техника използвана от Наруто, Джирая, Какаши, Четвъртия хокаге и Конохамару. Създадена е от Четвъртия хокаге който е опитал да създаде опашатата бомба на зверовете. За да се осъществи атака с Расенган, нинджата трябва да събере чакра в ръката си и да я завърти в различни посоки. Расенган също може да бъде използван като фуутон:Расен ШУРИКЕН (това е техника измислена от Наруто в която той вкарва в расенгана си вятърна чакра която се превръща в игли на молекулярно ниво). Има и други видове на Расенган освен Расеншурикен. Например: Супер расенга (измислена от Минато Намиказе, четвъртия Хокаге и се прави като два юзъри на расенган смесят двата расенгана и се създава един по-силен), Расенкюю (това е техника създадена пак от Наруто в Биджуу форма и се правят девет расенгана).

### Чидори
Чидори е техника която се използва за убиване. Човекът, които я използва е Какаши. Тя представлява концентрация на светкавична чакра. Какаши е много добър при манипулацията на тази техника. Като например може да и променя формата. Тази техника има лимит на използване, като Какаши може да я използва 3 пъти на ден, а Саске 2 пъти или 3 пъти в зависимост дали е във 2-ро ниво на прокълнатите знаци или не. Ако е 2-ро ниво той може да използва техниката от 3 пъти на горе, когато е на 1-во ниво може да използва Чидори само 2ва пъти. Какаши сам е създал тази техника. Саске използва Райкири в битката с Гаара и Наруто. Също така Райкири може да се назовава и с прозвището „Светкавично Острие“ (името идва от това че Какаши разполовил светкавица на две преди да падне на земята). За по-любопитните Чидори идва от японската дума, която означава „1000 птици“, заради звука който издава. Невероятните умения на Саске дават резултати – създава чидори нагаши (предава чидори по тялото и сабята му и др) и Райкири кирин (дракон създаден от светкавици).

### Аматерасу
Аматерасу, наречена на Богът на Слънцето, е Нинджуцу техника, която се използва с Мангекю Шаринган за да се създаде мистериозен черен огън. Аматерасу е специалното умение на мангекю шарингана на Итачи (тя може да бъде използвана и от саске защото Итачи предава Мангекю шарингана си на Саске). Този мощен огън може да разруши всичко. Заради количеството чакра което изисква техниката и поради малкото нинджи овладяли мангюко шаринган, тя се използва много рядко. Използва се от Саске, Итачи.

### Тсукуйоми
Тсукуюоми е генджутсу (джутсу илюзия), което може да се използва от нинджа който има по-развитата версия на Шарингана-Мангекю Шаринган. Със съвета на Мадара Учиха-Основателя на Акатски (в анимето под името Тоби) за да може да придобие Мангекю Шаринган, Итачи Учиха е принуден да убие най-добрия си приятел. Когато го прави, той, от една страна изпитва ужас и болка, който посредством създават половината на Мангекю Шаринган-Тсукуюоми, другата е създадена от чувството за мощ – Аматерасу. Тсукуюоми е най-мощното генджутсу. Тсукуюоми поставя жертвата му в негативен свят в който този който използва джутсуту контролира всичко в него. Главната цел на джутсуту е да измъчва жертвата си според който притежателят му пожелае. Джутсуту сериозно наранява психиката на жертвата и тя изпада в кома. Използвано е два пъти срещу Саске, и един път срещу Какаши. Джутсуту обаче си има и своята цена!За всеки път когато е използван, то не само изтущава притежателя си до припадък, но и отнема от зрението му, малко по-малко.

### Байка но джутсу
Тази Нинджицу техника се използва само от Акимичи кланът, защото имат необходимите физически размери, за да я извършат. Тя не нанася никакви щети, но като се комбинира с Baika no Jutsu, става опасна.

### Каге Мане но джутсу
Тази техника се използва от кланът Нара. С нея нинджата разтяга сянката си до опонента и го хваща. Така той прави същите движения, като тези на нинджата, която е използвала джуцуто. Често използвана от младия нинджа Шикамару Нара.

### Бакаретсу Каге Бушин но джутсу
Нинджицу техника с която нинджата създава клонинг, който да избухне. Той може да го контролира и да каже кога той да се детонира.това също се използва в Наруто Ураганни Хроники (Naruto Shippuden) от служител на организацията Акатски наречен Дейдара

### Шики Фуджин
Това е запечатваща техника, която се използва от клана Узумаки, но когато запечата, той взима и душата на този, който го призовал. тя беше използвана от Сарутоби. В битката с Орочимаро, Минато в битката с Обито Учиха (Тоби – фалшивият Мадара) и деветоопашатата. Запечатани бяха ръцете на Орочимару, за да не може да прави символи. При Минато (Йондайме-четвърти Хокаге) запечатва половината от чакрата на Кюби (девето-опашатата лисица) в себе си чрез Шики Фуджин а другата в Наруто.

### Чибаку Тенсей
Тази техника е използвана в анимето от Нагато, за да залови Наруто. Първоначално е малка черна топка, а после става гигантски астероид. Ако техниката се получи може да унищожи всичко в радиус 10 километра.

### Едо-тенсей
Джуцу възкресяващо мъртъвци. Измислено е от Тобирама Сенджу (втория хокаге) и се усъвършенства от Орочимару срещу третия хокаге също така в четвъртата велика нинджа война го използва Кабуто Якуши, но то изисква жертво приношение.
Едо-Тенсей се използва в четвъртата велика воина в която всички нации се обединяват и водят война с Учиха Мадара и Учиха Обито.